# ベンハミン・サランドーナ
ベンハミン・サランドーナ・エソノ（Benjamín Zarandona Esono、1976年3月2日 - ）は、スペイン・カスティーリャ・イ・レオン州バリャドリッド出身の元サッカー選手。ポジションはミッドフィールダーだった。元赤道ギニア代表。

## クラブ経歴
1994-95シーズ、レアル・バリャドリードにてプロデビューを果たした。同シーズン中にバリャドリードのトップチームへと昇格し、トップチーム3シーズン目にはラ・リーガの舞台で25試合に出場して6ゴールを挙げ、クラブのリーグ戦7位フィニッシュに貢献するなど、20歳にしてクラブの中心選手となった。翌1997-98シーズンには、昨シーズンに獲得したUEFAカップに出場し、U-21スペイン代表からも初招集を受けた。このシーズンは得点力は落ちたものの、リーグ戦35試合に出場した。
1998年8月、レアル・ベティスに当時としては破格の1020万ユーロで移籍した。この金額は、2020年に記録されたモハメド・サリスのサウサンプトンFC移籍によって更新されるまで実に22年間もの間、バリャドリードにおける最多売却額だった。しかし、ベティスではバリャドリード時代ほどのプレーを披露できず、主に交代要員として扱われたが、シーズンに20試合以上の出場機会は得ていた。2004-05シーズンには、カップ戦要員としてプレーしたコパ・デル・レイにおいて優勝に貢献し、ベティスでの初にして最後となるタイトルを獲得した。
2005-06シーズン、ポジション争いを演じていたエドゥからレギュラーを奪取できずにいたベンハミンは同じくプリメーラ・ディビシオンに在籍していたカディスCFへとレンタル移籍をした。しかし、カディスでは満足いく出番を貰えず、カディスもシーズン終了後にセグンダ・ディビシオン降格が決まった。翌シーズンはベティスに復帰したものの、構想外の扱いを受け、シーズン終了後にベティスを退団した。
2007年7月、セグンダのヘレスCDに加入するも、12月までにリーグ戦出場2試合と全く出番を得られず、冬に契約を解除してフリーの身となった。ヘレス退団後は、セグンダBやアマチュアリーグのクラブを転々とし、2012年に現役を引退した。

## 代表経歴
ユース世代ではスペイン代表を選択し、1998年にU-21スペイン代表として参加したU-21欧州選手権では、3試合に出場して同大会の優勝に貢献した。
スペインフル代表に呼ばれることが不透明になると、2006年に赤道ギニア代表を選択し、3年間で10試合に出場した。

## 人物
父親はバスク人であり、母親は赤道ギニア人。
2020年より、古巣レアル・ベティスの資金援助を下に母親の母国赤道ギニアにて、恵まれない子供たちにサッカーを教えたり、サッカー用具を提供するなど、慈善活動に挑戦している。
2000年、当時ベティスに所属していたベンハミンは、若きホアキンに対してサッカーに対する姿勢、プロとして生きていく術を教え込んだ。

## タイトル

### クラブ
レアル・ベティス
- コパ・デル・レイ : 1回 (2004-05)

### 代表
U-21スペイン代表
- U-21欧州選手権 : 1回 (1998)